# 今泉亀撤
今泉 亀撤（いまいずみ きてつ、1907年3月15日 - 2009年12月29日）は、日本の眼科医、医学博士。岩手医科大学名誉教授。福島県郡山市出身。
旧制安積中学校(現福島県立安積高等学校)、旧東北帝国大学(現東北大学)医学部卒。東北大学助教授を経て岩手医科大学に教授として赴任。1949年11月、日本で最初の事例として角膜移植の手術を行った。その後1956年3月、日本最初のアイバンクとなる『目の銀行』を岩手医科大学内に設立した。

## 受賞歴等
- 2002年：日本眼科学会特別貢献賞[2]
- 2004年：郡山市名誉市民[3]
- 2007年：第59回保健文化賞[4]
  - 今泉は同賞の賞金の一部を岩手医科大学に寄付し、眼科学講座によってこの資金をもとに「今泉亀撤賞」が設けられた[5]。